# Bernhard Riman
Georg Fridrih Bernhard Riman (17. septembar 1826 — 20. jul 1866) bio je nemački matematičar koji je dao značajan doprinos razvoju matematičke analize, teorije brojeva i diferencijalne geometrije, čime je ujedno utro put i za kasniji razvoj Opšte teorije relativnosti. Mnogi ga smatraju jednim od najvećih matematičara svih vremena.
Na polju realne analize on je najbolje poznat po prvoj rigoroznoj formulaciji integrala, Rimanovog integrala i svom radu na Furijeovom redu. Njegovi doprinosi kompleksnoj analizi su posebno zapaženi po uvođenje Rimanovih površina, otvaranju nove avenije u prirodnom, geometrijskom tretmanu kompleksne analize. Njegov čuveni rad iz 1859. godine o funkciji raspodele prostih brojeva, koji sadrži originalnu postavku Rimanove hipoteze, smatra se jednim od najuticajnijih radova u teoriji analitičkih brojeva. Kroz svoje pionirske doprinose diferencijalnoj geometriji, Riman je postavio temelje matematike opšte relativnosti. Mnogi ga smatraju jednim od najvećih matematičara svih vremena.

## Uticaj
Rimanovo delo je bilo diskutabilno za većinu najuticajnijih matematičara sredine devetnaestog veka. Njegovi objavljeni radovi bili su mali po obimu, ali su otvorili put za istraživanja u jednoj velikoj oblasti koja kombinuje analizu sa geometrijom.
Ovo će, zatim, biti glavna uloga teorija kao što su Rimanova geometrija, algebarska geometrija i teorija kompleksnih mnogostrukosti. Teorija Rimanovih površi biće detaljno razrađena od strane Feliksa Klajna i posebno Adolfa Hurvica (Adolf Hurwitz). Ova oblast matematike je fundamentalna u topologiji, a u XXI veku ona se još uvek primenjuje na jedan novi način u u matematičkoj fizici.
Riman je radio i u realnoj analizi, gde je takođe jedna od vodećih ličnosti. Osim što je definisao Rimanov integral u smislu granične vrednosti Rimanovih suma, on je razvio i teoriju trigonometrijskih redova, koji nisu Furijeovi redovi, kao prvi korak u pravcu teorije generalisanih funkcija, i studije Riman-Liuvilovog diferointegrala.
On je načinio jedan od najčuvenijih doprinosa modernoj analitičkoj teoriji brojeva. U samo jednom kratkom članku (jedinom koji je objavio na temu teorije brojeva) on uvodi Rimanovu zeta-funkciju i ukazuje na njen značaj za raspodelu prostih brojeva. On uvodi seriju pretpostavki o svojstvima zeta funkcije, od kojih je najpoznatija Rimanova hipoteza.
On primenjuje Dirihleov princip iz varijacionog računa sa novim velikim efektima; ovo će se kasnije pokazati moćnim heurističkim (otkrivačkim), radije nego rigoroznim metodom. Njegov rad na monodromiji i hipergeometrijskim funkcijama u oblasti kompleksne analize ostaviće veliki uticaj, i ustanoviće osnovni način rada sa funkcijama, razmatranjem samo njihovih singulariteta.

## Biografija

### Detinjstvo i mladost
Riman je rođen u Breslencu 17. septembra, 1826, selu blizu Danenberga u kraljevstvu Hanover (deo današnje Nemačke). Njegov otac Fridrih Bernhard Riman je bio siromašni luterijanski pastor u Breslencu. Fridrih Riman se borio u Napoleonovim ratovima. Rimanova majka je umrla pre nego što je on odrastao. Bernhard je bio drugo od šestoro dece. On je bio stidljiv dečak i patio je od mnogobrojnih nervnih slomova. Od ranog uzrasta, Riman je pokazivao svoje izuzetne veštine, kao što je na primer, veština u rešavanju matemetičkih zadataka, ali se zbog urođene stidljivosti i plašljivosti uzdržavao od javnog izlaganja pred publikom.

### Adolescentsko doba
U srednjoj školi, Riman intenzivno proučava Bibliju. Ali njegov um često skreće ponovo na matematiku i on čak pokušava matematički da dokaže tačnost knjige Postanja. Njegovi nastavnici bili su zapanjeni njegovim genijem i sposobnostima da reši veoma komplikovane matematičke operacije. U ovome on bi često nadmašio i znanje samih njegovih nastavnika. Godine 1840, Bernhard odlazi u Hanover da živi sa svojom bakom i posećuje licej. Nakon smrti njegove bake 1842. on odlazi za Johaneum u Lineburgu. U 1846. godini, u dobi od 19 godina, počinje da studira filologiju i teologiju, sa namerom da postane sveštenik i tako finansijski pomogne svoju porodicu.
Godine 1847, njegov otac, nakon što je sakupio dovoljno novca da pošalje Rimana na univerzitet, dozvoljava mu da prekine studije teologije i započne studije matematike. On je poslat na obnovljeni Univerzitet Getingen, gde prvi put upoznaje Karla Fridriha Gausa i sluša njegova predavanja iz metoda najmanjih kvadrata.
1847 on se preseljava u Berlin, gde nastavu drže Karl Gustav Jakobi, Johan Peter Gustav Ležen Dirihle i Jakob Stajner. On ostaje u Berlinu dve godine i vraća se u Getingen 1849.

### Kasniji život
Riman drži svoje prva predavanja 1854, koje ne samo da zasnivaju oblast Rimanove geometrije već predstavljaju i prvu stepenicu za izgradnju Ajnštajnove Opšte teorije relativnosti, onda kada Albert Ajnštajn počinje da stvara ovo svoje čuveno delo. Bio je jedan neuspešan pokušaj da se Riman promoviše za mesto vanrednog profesora na Univerzitetu u Getingenu, 1857, ali zahvaljujući tom pokušaju Riman je otada barem počeo da prima redovnu platu. Godine 1859, nakon Dirihleove smrti on je ipak postavljen za šefa departmana za matematiku u Getingenu. On je, takođe, bio prvi koji je predložio teoriju više dimenzija, koja je još dodatno veoma uopštila zakone fizike. 1862. on se oženio sa Elizom Koh, sa kojom je kasnije dobio kćerku.
Umro je od tuberkuloze za vreme svoga trećeg putovanja u Italiju u mesto Selaska na reci Mađiori.

## Rimanova geometrija protiv Euklidove geometrije
Rimanov profesor Gaus zatražio je od njega da pripremi jedan rad iz osnova geometrije. Nakon više meseci rada Riman razvija svoju teoriju viših dimenzija. Kada je najzad objavio ovaj svoj rad 1854, matematička, naučna, javnost primila je to sa entuzijazmom.
Tema obrađena u ovom radu omogućila je zasnivanje Rimanove geometrije, koja predstavlja negaciju Euklidove geometrije, jer je njen peti postulat negacija Euklidove aksiome paralelnosti (prema Rimanovoj geometriji kroz tačku A izvan prave l ne može se provući ni jedna prava koja bi bila paralelna sa pravom l, odnosno koja ne seče pravu l). Riman je pronašao korektan način da proširi diferencijalnu geometriju površina sa 2 na “n” dimenzija, za koju je Gaus lično dokazao svoju “nečuvenu teoremu”. Fundamentalni objekat je ono što se danas naziva Rimanov tenzor krivine. Za slučaj površi, on može da bude redukovan na broj (skalar), pozitivan, negativan ili nulti, pri čemu su nenulti i slučaj konstante bili poznati od ranije u neeuklidskoj geometriji.

## Više dimenzije
Rimanova ideja je bila da uvede kolekciju brojeva za svaku tačku u prostoru koja će moći da opiše koliko mnogo je prostor savijen ili zakrivljen. On nalazi da je u slučaju četiri prostorne dimenzije potrebna kolekcija od deset brojeva za svaku tačku prostora da bi se opisala svojstva mnogostrukosti, bez obzira koliko je ona zakrivljena. To je čuveni Rimanov metrički tenzor.

## Radovi
- 1851 – Grundlagen für eine allgemeine Theorie der Functionen einer veränderlichen complexen Grösse, Inauguraldissertation, Göttingen, 1851.
- 1857 – Theorie der Abelschen Functionen, Journal fur die reine und angewandte Mathematik, Bd. 54. S. 101–155.
- 1859 – Über die Anzahl der Primzahlen unter einer gegebenen Größe, in: Monatsberichte der Preußischen Akademie der Wissenschaften. Berlin, November 1859, S. 671ff. With Riemann's conjecture. Über die Anzahl der Primzahlen unter einer gegebenen Grösse. (Wikisource), Facsimile of the manuscript Архивирано 2016-03-03 на сајту  with Clay Mathematics.
- 1861 – Commentatio mathematica, qua respondere tentatur quaestioni ab Illma Academia Parisiensi propositae, submitted to the Paris Academy for a prize competition
- 1867 – Über die Darstellbarkeit einer Function durch eine trigonometrische Reihe, Aus dem dreizehnten Bande der Abhandlungen der Königlichen Gesellschaft der Wissenschaften zu Göttingen.
- 1868 – Über die Hypothesen, welche der Geometrie zugrunde liegen. Abh. Kgl. Ges. Wiss., Göttingen 1868. Translation EMIS, pdfOn the hypotheses which lie at the foundation of geometry, translated by W.K.Clifford, Nature 8 1873 183 – reprinted in Clifford's Collected Mathematical Papers, London 1882 (MacMillan); New York 1968 (Chelsea) http://www.emis.de/classics/Riemann/. Also in Ewald, William B., ed., 1996 "From Kant to Hilbert: A Source Book in the Foundations of Mathematics", 2 vols. Oxford Uni. Press: 652–61.
- 1876 – Berhard Riemann's Gesammelte Mathematische Werke und wissenschaftlicher Nachlass. herausgegeben von Heinrich Weber unter Mitwirkung von Richard Dedekind, Leipzig, B. G. Teubner 1876, 2. Auflage 1892, Nachdruck bei Dover 1953 (with contributions by Max Noether and Wilhelm Wirtinger, Teubner 1902). Later editions The collected Works of Bernhard Riemann: The Complete German Texts. Eds. Heinrich Weber; Richard Dedekind; M Noether; Wilhelm Wirtinger; Hans Lewy. Mineola, New York: Dover Publications, Inc.,  1953, 1981, 2017
- 1876 – Schwere, Elektrizität und Magnetismus, Hannover: Karl Hattendorff.
- 1882 – Vorlesungen über Partielle Differentialgleichungen 3. Auflage. Braunschweig 1882.
- 1892 Collected Works of Bernhard Riemann (H. Weber ed). In German. Reprinted New York 1953 (Dover)
- 1901 – Die partiellen Differential-Gleichungen der mathematischen Physik nach Riemann's Vorlesungen. PDF on Wikimedia Commons. On archive.org: Riemann, Bernhard (1901).  Weber, Heinrich Martin, ур. „Die partiellen differential-gleichungen der mathematischen physik nach Riemann's Vorlesungen”. archive.org. Friedrich Vieweg und Sohn. Приступљено 1. 6. 2022.
- 2004 – Riemann, Bernhard (2004), Collected papers, Kendrick Press, Heber City, UT, ISBN 978-0-9740427-2-5, MR 2121437

## Literatura
- Derbyshire, John (2003), Prime Obsession: Bernhard Riemann and the Greatest Unsolved Problem in Mathematics, Washington, DC: John Henry Press, ISBN 0-309-08549-7.
- Monastyrsky, Michael (1999), Riemann, Topology and Physics, Boston, MA: Birkhäuser, ISBN 0-8176-3789-3.
- From Riemann to Differential Geometry and Relativity (Lizhen Ji, Athanase Papadopoulos,  and Sumio Yamada, Eds.) Springer,  2017, XXXIV, 647 p.   978-3-319-60039-0

## Spoljašnje veze
- Matematički radovi Bernharda Rimana
- Svi Rimanovi objavljeni radovi mogu se naći na: https://web.archive.org/web/20020601153630/http://www.emis.de/classics/Riemann/. Архивирано из оригинала 01. 06. 2002. г. Приступљено 05. 05. 2007. Недостаје или је празан параметар |title= (помоћ)
- Bernhard Riman - jedan od najznačajnijih matematičara
- Analiza i Sinteza: O naučnom metodu zasnovanom na studiji Bernharda Rimana sa sajta Swedish Morphological Society
- Bernhard Rimanovo pristupno predavanje
- Više dimenzije
- Bernhard Riman на веб-сајту MGP (језик: енглески)
- Riemann's publications at emis.de Архивирано на веб-сајту  (1. јун 2002)
- O'Connor, John J.; Robertson, Edmund F. „Bernhard Riman”. MacTutor History of Mathematics archive. University of St Andrews.
- Weisstein, Eric W. (ур.). „Riemann, Bernhard (1826–1866)”. ScienceWorld.